# Третий бастион Троицкой крепости
Па́мятник «Тре́тий бастио́н Тро́ицкой кре́пости» — монумент, по улице Петровская 15, в городе Таганрог Ростовской области. Местом установки памятника была выбрана территория, на которой раньше располагалась Троицкая крепость. Памятник был установлен в 2015 году.

## История
Открытие памятника состоялось 15 мая 2015 года. Он был установлен на территории, на которой находился третий бастион Троицкой крепости, в честь которого монумент и получил свое название. 
Предприниматели Таганрога оказывали помощь при создании памятника «Третьему бастиону Троицкой крепости». Помощь была не только финансовой: одни предоставляли необходимые материалы для изготовления памятника, другие изготавливали некоторые его части. 
Идея создания и финансирование памятника «Третьему бастиону Троицкой крепости» принадлежит участникам фонда «Таганрог исторический». Учредитель фонда «Таганрог исторический» отмечает, что в будущем возможна установка ещё 13 памятников, которые бы помогли обозначить границы Троицкой крепости. 

## Описание
Основной композиционный элемент — пушка, она размещена вблизи фрагмента стены крепости. Направление пушки выбрано не случайно — по замыслу автора, она защищает морской порт от врагов, которые бы могли напасть со стороны степей. Фрагмент стены расположили на основании картографических данных в том месте, где была расположена «стена загрудного боя». Для сооружения стены были использованы материалы, которые получили при реконструкции исторической части города.